# Pątki
Pątki – wieś w Polsce, położona w województwie mazowieckim, w powiecie żuromińskim, w gminie Lubowidz. Leży nad rzeką Wkrą.
| SIMC    | Nazwa  | Rodzaj    |
| ------- | ------ | --------- |
| 0118747 | Ośniak | część wsi |
| 0118753 | Pieńki | część wsi |

W latach 1975–1998 miejscowość administracyjnie należała do województwa ciechanowskiego.
Wierni Kościoła rzymskokatolickiego należą do parafii św. Andrzeja Apostoła w Lubowidzu.